# 利奇菲爾德 (英國國會選區)
利奇菲爾德（英語：Lichfield），英國國會一郡選區，位於英格蘭斯塔福德郡東南部，包括利奇菲爾德區西北部和斯塔福德郡東南部三個地方選區。
始創於1305年，1885年前為自治市選區，1868年前應選兩席，1950年撤銷。本區自1997年恢復以來一直支持保守黨的邁克爾·法布里坎特。他在2010年大選以54.4%選票成功連任。